# Deponije u ekploataciji mineralnih sirovina
Deponija predstavlja tehnički objekat višestruke namene koji je tehnološki uredjen čije su osnovne namene trajno sladištenje otpada kao i privremeno deponovanje s ciljem izbistravanja tehnoloških voda Архивирано на веб-сајту  (26. октобар 2016).Početak životnog ciklusa jedne deponije je jasno definisan i započinje sa razmatranjem potencijalnih lokacija,ali bez definisanog veka trajanja odnosno završetka životnog ciklusa.Deponija se suštinski smatra "živim" objektom zato što se njegova izgradnja i eksploatacija obavljaju istovremeno pa je neizbežno stalnostalno dopunjavanje projekata i dodatno konstruisanje tokom niza godina.

### Vrste deponija
U zavisnosti od stepena uređenosti, načina eksploatisanja, namene, okruženja postoji veliki broj podela. Osnovna podela je na:
- privremene i
- trajne deponije.

Privremene deponije formiraju se u periodu kada postrojenje započinje sa radom,pre nego što se deponija izgradi sa namerom da se pomoću privremene deponije koriguje vremenska neusklađenost.Trajne deponije jesu objekti u koje se smešta sav otpad iz nekog postrojenja i kod dugovečnijih postrojenja po "Uredbi o odlaganju otpada na deponije" traje najmanje 20 godina.
U pogledu uređenosti razlikuju se 
- uređene i
- neuređene deponije.

Uređene deponije imaju definisan i dovoljan površinski i zapreminski prostor kao i definisanu tehnologiju izgradnje i hidroizolaciju,drenažni sistem itd.Neuređene deponije obično predstavljaju privremene deponije čiji je prostor neuređen s obzirom da se otpad kratkotrajno deponuje.
U pogledu stanja u kojem se industrijski otpad deponuje važi podela na:
- suve i
- hidraulične deponije.

Suve deponije ili odlagališta služe za deponovanje krupnozrnog materijala (iznad 5mm) koje se transportuju najčešće kamionima i trakama.Hidraulične deponije poznate kao mokre deponije služe za deponovanje fino usitnjenog otpada koji se u vidu hidromešavina i suspenzija hidraulički transportuju do mesta deponovanja. Suve deponije najčešće imaju obodne nasipe dok se mokre ne mogu formirati bez prethodnog okonturenja obodnim nasipima.

U zavisnosti od uklapanja u reljev okoline postoje:
- ravničarske,
- brdsko-planinske,
- deponije u udubljenjima,
- deponije ispod površine vode.

## Principi deponovanja
Kada se odluči da se otpad deponuje potrebno je formirati i urediti prostor za prihvatanje tog otpada,u formi koa se dobija na samom kraju tehnološkog procesa ili se najpre otpad prevodi u neki podesniji oblik za deponovanje. Pri formiranju prostora moraju biti ispoštovani sve tehničke i zakonske norme i zakoni i da se pritom ne ugroze urbanistički i sociološki uslovi uz prihvatljivu investicionu cenu.Razvijeni su brojni principi upravljanja otpadom među kojima su najzanimljiviji oni koji su bazirani na održivom razvoju.Ukupno je istaknuto 7 osnovnih principa:
1. stabilnost,
2. inertnost,
3. izolovanost,
4. prihvatljivost za okruženje,
5. ekonomičnost,
6. prihvatljiva tehnologija,
7. minimalnost površine.[1]

## Izbor lokacije za formiranje deponije
Životni ciklus svake deponije počinje izborom lokacije i planiranjem aktivnosti za efikasnu i bezbednu eksploataciju sirovine.Ovo je jedna od osnovnih operacija u fazi projektovanja i inženjerskih razmatranja. Ukoliko se deponija dobro pozicionira može se postići tehnički pojednostavljena i ekonomski prihvatljiva eksploatacija. Odabirom lokacije ujedno se zalazi u drugu fazu,fazu projektovanja i konstruisanja deponije. Treća faza,eksploatacija je vremenski najduža i najznačajnija i preklapa se sa završnom fazom,fazom zatvaranja i prestanka rada.Prestanak rada može se jasno definisati ali zatvaranja može trajati niz godina.

### Faktori lociranja
Lociranje deponije treba izvršiti pritom uzimajući u obzir faktore koji su razvrstani u 5 kategorija a to su:
1. tehničko-tehnološki,
2. urbanistički,
3. ekološki,
4. sociološki i
5. ekonomski.

Pri razmatranju ovih faktora mora postojati usaglašenost sa zakonskom regulativom. Njihova važnost i redosled su izmenjivi mada se prednost daje sociološkim faktorima jer su najdelikatniji i nepredvidivi.Medjutim od najveće važnosti je da lokacija deponije onemogući negativne uticaje deponovanog materijala na život i zdravlje ljudi, životinja i biljaka.